# Liste des membres de l'Académie brésilienne des lettres
Liste des membres de l'Académie brésilienne des lettres
Les membres sont classés par Fauteuil. Pour chaque Fauteuil, le "protecteur" est mentionné. 	 

## Les 40 membres effectifs
| Protecteur : Adelino Fontoura (1859-1884) 1. 1897 : Luís Murat (1861-1929) 2. 1929 : Alfonso d'E. Taunay (1929-1958) 3. 1958 : Ivan Lins (1904-1975) 4. 1975 : Bernardo Élis (1915-1997) 5. 1998 : Evandro Lins e Silva (1912-2002) 6. 2003 : Ana Maria Machado (1941) |

| Protecteur : Álvares de Azevedo (1831-1852) 1. 1897 : Coelho Neto (1864-1934) 2. 1936 : João Neves da Fontoura (1887-1963) 3. 1963 : João Guimarães Rosa (1908-1967) 4. 1968 : Mário Palmério (1916-1996) 5. 1997 : Tarcísio Padilha (1928-2021) 6. 2021 : Eduardo Giannetti Da Fonseca (1957) |

| Protecteur : Artur de Oliveira (1851-1882) 1. 1897 : Filinto de Almeida (1857-1945) 2. 1946 : Roberto Simonsen (1889-1948) 3. 1948 : Aníbal Freire (1884-1970) 4. 1971 : Herberto Sales (1917-1999) 5. 2000 : Carlos Heitor Cony (1926-2018) 6. 2018 : Joaquim Falcão (1943) |

| Protecteur : Básilio da Gama (1740-1795) 1. 1897 : Aluísio Azevedo (1857-1913) 2. 1913 : Alcides Maya (1877-1944) 3. 1945 : Vianna Moog (1906-1988) 4. 1989 : Carlos Nejar (1939) |

| Protecteur : Bernardo Guimarães (1825-1884) 1. 1897 : Raimundo Correa (1859-1911) 2. 1912 : Osvaldo Cruz (1872-1917) 3. 1917 : Aloysio de Castro (1881-1959) 4. 1960 : Candido Motta Filho (1897-1977) 5. 1977 : Rachel de Queiroz (1910-2003) 6. 2004 : José Murilo de Carvalho (1939-2023) 7. 2023 : Ailton Krenak (1953) |

| Protecteur : Casimiro de Abreu (1839-1860) 1. 1897 : Teixeira de Melo (1833-1907) 2. 1907 : Artur Jaceguai (1843-1914) 3. 1915 : Goulart de Andrade (1881-1936) 4. 1938 : Barbosa Lima Sobrinho (1897-2000) 5. 2000 : Raymundo Faoro (1925-2003) 6. 2003 : Cicero Sandroni (1935-2025) 7. 2025 : Milton Hatoum (1952) |

| Protecteur : Castro Alves (1847-1871) 1. 1897 : Valentim Magalhães (1859-1903) 2. 1903 : Euclides da Cunha (1866-1909) 3. 1911 : Afrânio Peixoto (1876-1947) 4. 1947 : Afonso Pena Júnior (1879-1968) 5. 1968 : Hermes Lima (1902-1978) 6. 1979 : Pontes de Miranda (1892-1979) 7. 1980 : Dinah Silveira de Queiroz (1911-1982) 8. 1983 : Sergio Corrêa da Costa (1919-2005) 9. 2006 : Nelson Pereira dos Santos (1928-2018) 10. 2018 : Carlos Diegues (1940-2025) 11. 2025 : Miriam Leitão (1953) |

| Protecteur : Cláudio Manoel da Costa (1729-1789) 1. 1897 : Alberto de Oliveira (1857-1937) 2. 1937 : Oliveira Viana (1883-1951) 3. 1951 : Austregésilo de Athayde (1898-1993) 4. 1994 : Antonio Callado (1917-1997) 5. 1997 : Antonio Olinto (1919-2009) 6. 2009 : Cleonice Berardinelli (1916-2023) 7. 2023 : Ricardo Stavola Cavaliere (1953) |

| Protecteur : Gonçalves de Magalhães (1811-1882) 1. 1897 : Carlos Magalhães de Azeredo (1872-1963) 2. 1964 : Marques Rebelo (1907-1973) 3. 1974 : Carlos Chagas Filho (1910-2000) 4. 2000 : Alberto da Costa e Silva (1931-2023) 5. 2024 : Lilia Schwarcz (1957) |

| Protecteur : Evaristo da Veiga (1799-1837) 1. 1897 : Rui Barbosa (1849-1923) 2. 1923 : Laudelino Freire (1873-1937) 3. 1937 : Osvaldo Orico (1900-1981) 4. 1981 : Orígenes Lessa (1903-1986) 5. 1986 : Lêdo Ivo (1924-2012) 6. 2013 : Rosiska Darcy de Oliveira (1944) |

| Protecteur : Fagundes Varela (1841-1875) 1. 1897 : Lúcio de Mendonça (1854-1909) 2. 1910 : Pedro Lessa (1859-1921) 3. 1922 : Eduardo Ramos (1854-1923) 4. 1923 : João Luís Alves (1870-1925) 5. 1926 : Adelmar Tavares (1888-1963) 6. 1963 : Deolindo Couto (1902-1992) 7. 1992 : Darcy Ribeiro (1922-1997) 8. 1997 : Celso Furtado (1920-2004) 9. 2005 : Helio Jaguaribe (1923-2018) 10. 2019 : Ignácio de Loyola Brandão (1936) |

| Protecteur : França Junior (1838-1890) 1. 1897 : Urbano Duarte (1855-1902) 2. 1903 : Augusto de Lima (1859-1934) 3. 1935 : Vitor Viana (1881-1937) 4. 1937 : José Carlos de Macedo Soares (1888-1968) 5. 1968 : Abgar Renault (1901-1995) 6. 1996 : Dom Lucas Moreira Neves (1925-2002) 7. 2003 : Alfredo Bosi (1936-2021) 8. 2021 : Paulo Niemeyer Filho (1952) |

| Protecteur : Francisco Otaviano (1826-1889) 1. 1897 : Visconde de Taunay (1843-1899) 2. 1899 : Francisco de Castro (1857-1901) 3. 1902 : Martins Júnior (1860-1904) 4. 1905 : Sousa Bandeira (1865-1917) 5. 1918 : Hélio Lobo (1883-1960) 6. 1960 : Augusto Meyer (1902-1970) 7. 1970 : Francisco de Assis Barbosa (1914-1991) 8. 1992 : Sergio Paulo Rouanet (1934-2022) 9. 2022 : Ruy Castro (1948) |

| Protecteur : Franklin Távora (1842-1888) 1. 1897 : Clóvis Beviláqua (1859-1944) 2. 1944 : Antônio Carneiro Leão (1887-1966) 3. 1967 : Fernando de Azevedo (1894-1974) 4. 1975 : Miguel Reale (1910-2006) 5. 2006 : Celso Lafer (1941) |

| Protecteur : Gonçalves Dias (1823-1864) 1. 1897 : Olavo Bilac (1865-1918) 2. 1919 : Amadeu Amaral (1875-1929) 3. 1930 : Guilherme de Almeida (1890-1969) 4. 1969 : Odylo Costa, filho (1914-1979) 5. 1980 : Dom Marcos Barbosa (1915-1997) 6. 1997 : Pe. Fernando Bastos de Ávila (1918-2010) 7. 2011 : Marco Lucchesi (1963) |

| Protecteur : Gregório de Matos (1636-1695) 1. 1897 : Araripe Júnior (1848-1911) 2. 1912 : Félix Pacheco (1879-1935) 3. 1936 : Pedro Calmon (1902-1985) 4. 1985 : Lygia Fagundes Telles (1918-2022) 5. 2022 : Jorge Caldeira (1955) |

| Protecteur : Hipólito da Costa (1774-1823) 1. 1897 : Silvio Romero (1851-1914) 2. 1915 : Osório Duque-Estrada (1870-1927) 3. 1927 : Roquette-Pinto (1884-1954) 4. 1955 : Álvaro Lins (1912-1970) 5. 1971 : Antonio Houaiss (1915-1999) 6. 1999 : Affonso Arinos de Mello Franco (1930-2020) 7. 2021 : Fernanda Montenegro (1929) |

| Protecteur : João Francisco Lisboa (1812-1863) 1. 1897 : José Veríssimo (1857-1916) 2. 1916 : Barão Homem de Mello (1837-1918) 3. 1918 : Alberto Faria (1869-1925) 4. 1926 : Luís Carlos (1880-1932) 5. 1933 : Pereira da Silva, A. J. (1876-1944) 6. 1945 : Peregrino Júnior (1898-1983) 7. 1984 : Arnaldo Niskier (1935) |

| Protecteur : Joaquim Caetano da Silva (1810-1873) 1. 1897 : Alcindo Guanabara (1865-1918) 2. 1919 : Dom Silvério Gomes Pimenta (1840-1922) 3. 1923 : Gustavo Barroso (1888-1959) 4. 1960 : Antônio da Silva Melo (1886-1973) 5. 1974 : Américo Jacobina Lacombe (1909-1993) 6. 1993 : Marcos Almir Madeira (1916-2003) 7. 2004 : Antonio Carlos Secchin (1952) |

| Protecteur : Joaquim Manuel de Macedo (1820-1882) 1. 1897 : Salvador de Mendonça (1841-1913) 2. 1914 : Emílio de Meneses (1866-1918) 3. 1919 : Humberto de Campos (1886-1934) 4. 1935 : Múcio Leão (1898-1969) 5. 1970 : Aurélio de Lyra Tavares (1905-1998) 6. 1999 : Murilo Melo Filho (1928-2020) 7. 2021 : Gilberto Gil (1942) |

| Protecteur : Joaquim Serra (1838-1888) 1. 1897 : José do Patrocínio (1853-1905) 2. 1905 : Mário de Alencar (1872-1925) 3. 1926 : Olegário Mariano (1889-1958) 4. 1959 : Álvaro Moreyra (1888-1964) 5. 1965 : Adonias Filho (1965-1990) 6. 1991 : Dias Gomes (1922-1999) 7. 1999 : Roberto Campos (1917-2001) 8. 2002 : Paulo Coelho (1947) |

| Protecteur : José bomifácio, o Moço (1827-1886) 1. 1897 : Medeiros e Albuquerque (1867-1934) 2. 1935 : Miguel Osório de Almeida (1890-1953) 3. 1954 : Luís Viana Filho (1908-1990) 4. 1990 : Ivo Pitanguy (1926-2016) 5. 2017 : João Almino (1950) |

| Protecteur : José de Alencar (1829-1877) 1. 1897 : Machado de Assis (1839-1908) 2. 1909 : Lafayette Rodrigues Pereira (1834-1917) 3. 1917 : Alfredo Pujol (1865-1930) 4. 1930 : Octavio Mangabeira (1886-1960) 5. 1961 : Jorge Amado (1912-2001) 6. 2001 : Zélia Gattai (1916-2008) 7. 2008 : Luiz Paulo Horta (1943-2013) 8. 2013 : Antônio Torres (1940) |

| Protecteur : Júlio Robeiro (1845-1890) 1. 1897 : Garcia Redondo (1854-1916) 2. 1917 : Luís Guimarães Filho (1878-1940) 3. 1940 : Manuel Bandeira (1886-1968) 4. 1969 : Cyro dos Anjos (1906-1994) 5. 1994 : Sábato Magaldi (1927-2016) 6. 2016 : Geraldo Carneiro (1952) |

| Protecteur : Junqueira Freire (1832-1855) 1. 1897 : Franklin Dória, Barão de Loreto (1836-1906) 2. 1907 : Artur Orlando (1858-1916) 3. 1916 : Ataulfo de Paiva (1867-1955) 4. 1955 : José Lins do Rego (1901-1957) 5. 1958 : Afonso Arinos de Melo Franco (1905-1990) 6. 1991 : Alberto Venancio Filho (1934) |

| Protecteur : Laurindo Rabelo (1826-1864) 1. 1897 : Guimarães Passos (1867-1909) 2. 1910 : João do Rio (1881-1921) 3. 1922 : Constâncio Alves (1862-1933) 4. 1934 : Ribeiro Couto (1934-1963) 5. 1963 : Gilberto Amado (1887-1969) 6. 1970 : Mauro Mota (1911-1984) 7. 1985 : Marcos Vinicios Rodrigues Vilaça (1939-2025) 8. 2025 : José Roberto de Castro Neves (1970) |

| Protecteur : Maciel Monteiro (1804-1868) 1. 1897 : Joaquim Nabuco (1849-1910) 2. 1910 : Dantas Barreto (1850-1931) 3. 1931 : Gregório da Fonseca (1875-1934) 4. 1936 : Levi Carneiro (1882-1971) 5. 1972 : Otávio de Faria (198-1980) 6. 1981 : Eduardo Portela (1932-2017) 7. 2017 : Antonio Cicero (1945-2024) 8. 2024 : Edgard Telles Ribeiro (1944) |

| Protecteur : Manuel Antônio de Almeida (1830-1861) 1. 1897 : Inglês de Sousa (1853-1918) 2. 1919 : Xavier Marques (1861-1942) 3. 1943 : Menotti del Picchia (1892-1988) 4. 1989 : Oscar Dias Corrêa (1921-2005) 5. 2006 : Domício Proença Filho (1936) |

| Protecteur : Martins Pena (1815-1848) 1. 1897 : Artur Azevedo (1855-1908) 2. 1909 : Vicente de Carvalho (1866-1924) 3. 1924 : Cláudio de Sousa (1876-1954) 4. 1954 : Josué Montello (1917-2006) 5. 2006 : José Mindlin (1914-2010) 6. 2010 : Geraldo Holanda Cavalcanti (1929) |

| Protecteur : Pardal Mallet (1864-1894) 1. 1897 : Pedro Rabelo (1868-1905) 2. 1906 : Heráclito Graça (1837-1914) 3. 1914 : Antônio Austregésilo (1876-1960) 4. 1961 : Aurélio Buarque de Holanda (1910-1989) 5. 1989 : Nélida Piñon (1937-2022) 6. 2023 : Heloisa Teixeira (1939-2025) 7. 2025 : Paulo Henriques Britto (1951) |

| Protecteur : Pedro Luís (1839-1884) 1. 1897 : Luís Guimarães Júnior (1847-1898) 2. 1898 : João Ribeiro (1860-1934) 3. 1934 : Paulo Setúbal (1893-1937) 4. 1937 : Cassiano Ricardo (1895-1974) 5. 1974 : José Cândido de Carvalho (1914-1989) 6. 1989 : Geraldo França de Lima (1914-2003) 7. 2003 : Moacyr Scliar (1937-2011) 8. 2011 : Merval Pereira (1949) |

| Protecteur : Araújo Porto-Alegre (1806-1879) 1. 1897 : Carlos de Laet (1847-1927) 2. 1928 : Barão de Ramiz Galvão (1846-1938) 3. 1938 : Viriato Correia (1884-1967) 4. 1967 : Joracy Camargo (1898-1973) 5. 1973 : Genolino Amado (1902-1989) 6. 1989 : Ariano Suassuna (1927-2014) 7. 2014 : Zuenir Ventura (1931) |

| Protecteur : Raul Pompeia (1863-1895) 1. 1897 : Domício da Gama (1862-1925) 2. 1926 : Fernando Magalhães (1878-1944) 3. 1944 : Luís Edmundo (1878-1961) 4. 1962 : Afrânio Coutinho (1911-2000) 5. 2000 : Evanildo Bechara (1928-2025) 6. 2025 : Ana Maria Gonçalves (1970) |

| Protecteur : Sousa Caldas (1762-1814) 1. 1897 : J. M. Pereira da Silva (1817-1898) 2. 1898 : Barão do Rio Branco (1845-1912) 3. 1912 : Lauro Müller (1863-1926) 4. 1926 : Dom Aquino Correia (1885-1956) 5. 1956 : Raimundo Magalhães Júnior (1907-1981) 6. 1982 : Carlos Castelo Branco (1920-1993) 7. 1993 : João Ubaldo Ribeiro (1941-2014) 8. 2014 : Evaldo Cabral de Mello (1936) |

| Protecteur : Tavares Bastos (1839-1875) 1. 1897 : Rodrigo Octavio (1866-1944) 2. 1944 : Rodrigo Octavio Filho (1892-1969) 3. 1969 : José Honório Rodrigues (1913-1987) 4. 1987 : Celso Ferreira da Cunha (1917-1989) 5. 1989 : Candido Mendes de Almeida (1928-2022) 6. 2022 : Godofredo de Oliveira Neto (1951) |

| Protecteur : Teófilo Dias (1854-1889) 1. 1897 : Afonso Celso (1860-1938) 2. 1939 : Clementino Fraga (1880-1971) 3. 1971 : Paulo Carneiro (1901-1982) 4. 1982 : José Guilherme Merquior (1941-1991) 5. 1991 : João de Scantimburgo (1915-2013) 6. 2013 : Fernando Henrique Cardoso (1931) |

| Protecteur : Tomás Antônio Gonzaga (1744-1807) 1. 1897 : Silva Ramos (1853-1930) 2. 1931 : Alcântara Machado (1875-1941) 3. 1941 : Getúlio Vargas (1883-1954) 4. 1954 : Assis Chateaubriand (1892-1968) 5. 1968 : João Cabral de Melo Neto (1920-1999) 6. 2000 : Ivan Junqueira (1934-2014) 7. 2014 : Ferreira Gullar (1930-2016) 8. 2017 : Arno Wehling (1947) |

| Protecteur : Tobias Barreto (1839-1889) 1. 1897 : Graça Aranha (1868-1931) 2. 1931 : Santos Dumont (1873-1932) 3. 1933 : Celso Vieira (1878-1954) 4. 1955 : Maurício de Medeiros (1885-1966) 5. 1966 : José Américo de Almeida (1887-1980) 6. 1980 : José Sarney (1930) |

| Protecteur : Francisco Adolfo de Varnhagen (1816-1878) 1. 1897 : Oliveira Lima (1867-1928) 2. 1928 : Alberto de Faria (1865-1931) 3. 1933 : Rocha Pombo (1857-1933) 4. 1934 : Rodolfo Garcia (1873-1949) 5. 1950 : Elmano Cardim (1891-1979) 6. 1979 : Otto Lara Resende (1922-1992) 7. 1993 : Roberto Marinho (1904-2003) 8. 2003 : Marco Maciel (1940-2021) 9. 2021 : José Paulo Cavalcanti (1948) |

| Protecteur : Visconde do Rio Branco (1819-1880) 1. 1897 : Eduardo Prado (1860-1901) 2. 1901 : Afonso Arinos (1868-1916) 3. 1916 : Miguel Couto (1864-1934) 4. 1935 : Alceu Amoroso Lima (1893-1983) 5. 1984 : Evaristo de Moraes Filho (1914-2016) 6. 2016 : Edmar Lisboa Bacha (1942) |

## Les 20 membres correspondants étrangers
| Protecteur : Alexandre de Gusmão (1695-1753), Brésil 1. Bartolomé Mitre (1821-1906), Argentine, élu en 1898 2. Gonçalves Viana (1840-1914), Portugal, élu en 1910 3. Alberto d'Oliveira (1873-1940), Portugal, élu en 1914 4. Padre Serafim Leite, S. J. (1880-1969), Portugal, élu en 1940 5. Marcelo Caetano (1906-1980), Portugal, élu en 1970 6. Antônio Alçada Baptista (1927-2008), Portugal, élu en 1981 7. Didier Lamaison (1947), France, élu en 2009 |

| Protecteur : Antônio José da Silva, o Judeu (1705-1739), Brésil 1. Eça de Queirós (1845-1900), Portugal, élu en 1898 2. Carlos Malheiro Dias (1875-1941), Portugal, élu en 1907 3. Egas Moniz (1874-1955), Portugal, élu en 1955 4. Reinaldo dos Santos (1903-1987), Portugal, élu en 1970 5. João Gaspar Simões (1906-1980), Portugal, élu en 1970 6. Mário Soares (1924-2017), Portugal, élu en 1987 7. Edgar Morin (1921), France, élu en 2017 |

| Protecteur : Botelho de Oliveira (1636-1711), Brésil 1. Élisée Reclus (1830-1905), France, élu en 1898 2. Jaime de Séguier (1860-1932), Portugal, élu en 1910 3. Armando Erse de Figueiredo (João Luso) (1875-1950), Portugal, élu en 1932 4. Rebelo Gonçalves (1907-1982), Portugal, élu en 1950 5. Álvaro Salema (1914-1991), Portugal, élu en 1982 6. Urbano Tavares Rodrigues (1923-2013), Portugal, élu en 1992 7. António Valdemar (1938), Portugal, élu en 2013 |

| Protecteur : Eusébio de Matos (1629-1692), Brésil 1. Émile Zola (1840-1902), France, élu en 1898 2. António Correia de Oliveira (1879-1960), Portugal, élu en 1910 3. Aquilino Ribeiro (1886-1963), Portugal, élu en 1960 4. Léopold Sédar Senghor (1906-2001), Sénégal, élu en 1966 5. António Braz Teixeira (1936), Portugal, élu en 2002 |

| Protecteur : D. Francisco de Sousa (1628-1713), Brésil 1. Eugénio de Castro (1869-1944), Portugal, élu en 1898 2. Augusto de Castro (1883-1971), Portugal, élu en 1945 3. Joaquim Paço d'Arcos (1908-1979), Portugal, élu en 1972 4. Domingos Monteiro (1903-1980), Portugal, élu en 1979 5. David Mourão-Ferreira (1927-1996), Portugal, élu en 1981 6. Mia Couto (1955), Mozambique, élu en 1998 |

| Protecteur : Mathias Ayres (1705-1763), Brésil 1. Guerra Junqueiro (1850-1923), Portugal, élu en 1898 2. Henrique Lopes de Mendonça (1856-1931), Portugal, élu en 1923 3. José Leite de Vasconcelos (1858-1941), Portugal, élu en 1931 4. Joaquim Leitão (1875-1956), Portugal, élu en 1941 5. Nuno Simões (1894-1975), Portugal, élu en 1959 6. Jacinto do Prado Coelho (1920-1984), Portugal, élu en 1976 7. Vergílio Ferreira (1916-1996), Portugal, élu en 1984 8. Alberto Noguès (1912-2000), Paraguay, élu en 1996 9. Luciana Stegagno Picchio (1920-2008), Italie, élu en 2002 10. Arnaldo Saraiva (1939), Portugal, élu en 2008 |

| Protecteur : Nuno Marques Pereira (1652-1728), Brésil 1. Henryk Sienkiewicz (1846-1916), Pologne, élu en 1900 2. Júlio Dantas (1876-1962), Portugal, élu en 1917 3. Vitorino Nemésio (1901-1978), Portugal, élu en 1962 4. Joaquim Veríssimo Serrão (1925-2020), Portugal, élu en 1978 5. Benjamin Moser (1976), États-Unis, élu en 2021 |

| Protecteur : Rocha Pita (1660-1738), Brésil 1. John Fiske (1842-1901), États-Unis, élu en 1900 2. Cândido de Figueiredo (1846-1925), Portugal, élu en 1901 3. José Maria Rodrigues Gondim (1857-1942), Portugal, élu en 1925 4. Fidelino de Figueiredo (1888-1967), Portugal, élu en 1942 5. Luís Forjaz Trigueiros (1915-2000), Portugal, élu en 1967 6. Agustin Buzura (1938-2017), Roumanie, élu en 2001 7. Julio María Sanguinetti (1936), Uruguay, élu en 2021 |

| Protecteur : Santa Rita Durão (1722-1784), Brésil 1. John Hay (1838-1905), États-Unis, élu en 1900 2. Ramalho Ortigão (1836-1915), Portugal, élu en 1910 3. António Feijó (1860-1917), Portugal, élu en 1915 4. João de Barros (1881-1960), Portugal, élu en 1917 5. Hernâni Cidade (1887-1974), Portugal, élu en 1961 6. Adriano Moreira (1922-2022), Portugal, élu en 1975 7. Ettore Finazzi-Agrò (1950), Italie, élu en 2022 |

| Protecteur : Frei Vicente do Salvador (1564-1636), Brésil 1. Teófilo Braga (1843-1924), Portugal, élu en 1898 2. Antero de Figueiredo (1866-1953), Portugal, élu en 1924 3. José Caeiro da Mata (1883-1963), Portugal, élu en 1955 4. Cardeal Manuel Cerejeira (1888-1977), Portugal, élu en 1964 5. Fernando Namora (1919-1989), Portugal, élu en 1978 6. Agustina Bessa-Luís (1922-2019), Portugal, élue en 1989 7. Darlene J. Sadlier (1950), États-Unis, élue en 2019 |

| Protecteur : Alexandre Rodrigues Ferreira (1755-1815), Brésil 1. Garcia Mérou (1862-1905), Argentine, élu en 1898 2. Javier de Viana (1868-1926), Uruguay, élu en 1910 3. Miguel Luis Rocuant (1889-1950), Chili, élu en 1926 4. Eduardo Barrios (1884-1963), Chili, élu en 1952 5. Georges Raeders (1896-1980), France, élu en 1969 6. Curt Meyer-Clason (1910-2012), Allemagne, élu en 1981 7. José-Carlos de Vaconcelos (1940), Portugal, élu en 2012 |

| Protecteur : Antônio de Morais Silva (1757-1824), Brésil 1. Guilherme Blest Gana (1829-1905), Chili, élu en 1898 2. Victor Orban (1868-1946), Belgique, élu en 1910 3. Samuel Putnam (1892-1950), États-Unis, élu en 1947 4. Enrique Larreta (1873-1961), Argentine, élu en 1950 5. Ricardo Saenz Hayes (1888-1970), Argentine, élu en 1962 6. Mario Amadeo (1911-1983), Argentine, élu en 1977 7. Fred P. Ellison (1922-2014), États-Unis, élu en 1983 8. Mario Vargas Llosa (1936-2025), Pérou, élu en 2014 9. Jean-Yves Mérian (1944), France, élu en 2025 |

| Protecteur : Domingos Borges de Barros (1779-1855), Brésil 1. Henrik Ibsen (1828-1906), Norvège, élu en 1898 2. Conde de Monsaraz (1853-1913), Portugal, élu en 1910 3. John Gasper Branner (1850-1922), États-Unis, élu en 1913 4. Georges Dumas (1866-1946), France, élu en 1922 5. Georges Duhamel (1884-1966), France, élu en 1946 6. André Malraux (1901-1976), France, élu en 1967 7. Roger Caillois (1913-1978), France, élu en 1977 8. Jean d'Ormesson (1925-2017), France, élu en 1979 9. Jean-Christophe Rufin (1952), France, élu en 2018 |

| Protecteur : Frei Francisco de Mont'Alverne (1784-1858), Brésil 1. Herbert Spencer (1820-1903), Royaume-Uni, élu en 1898 2. Jean Finot (1856-1922), Pologne, élu en 1910 3. Ernest Martinenche (1869-1950), France, élu en 1922 4. Ramón Menéndez Pidal (1869-1951), Espagne, élu en 1951 5. William Grossman (1906-1980), États-Unis, élu en 1969 6. Daisaku Ikeda (1928-2023), Japon, élu en 1992 7. John Gledson (1945), Royaume-Uni, élu en 2023 |

| Protecteur : Frei Gonçalves Ledo (1781-1847), Brésil 1. D. José Echegaray (1833-1916), Espagne, élu en 1898 2. José Santos Chocano (1875-1934), Pérou, élu en 1910 3. Rodolfo Rivarola (1857-1942), Argentine, élu en 1935 4. Ricardo Rojas (1882-1957), Argentine, élu en 1943 5. Miguel Ángel Cárcano (1889-1978), Argentine, élu en 1959 6. Claude L. Huet (1920-2017), États-Unis, élu en 1978 7. Berthold Zilly (1945), Allemagne, élu en 2018 |

| Protecteur : José Bonifácio de Andrada e Silva (1765-1838), Brésil 1. Giosué Carducci (1836-1907), Italie, élu en 1898 2. Guglielmo Ferrero (1871-1942), Italie, élu en 1907 3. Jacques Maritain (1882-1973), Uruguay, élu en 1942 4. Julio Cesar Chaves (1907-1989), Paraguay, élu en 1973 5. Hermann M. Görgen (1908-1994), Allemagne, élu en 1989 6. Maurice Druon (1918-2009), France, élu en 1995 7. José Saramago (1922-2010), Portugal, élu en 2009 |

| Protecteur : Odorico Mendes (1799-1864), Brésil 1. Leon Tolstoi (1828-1910), Russie, élu en 1898 2. Martin Brussot (1881-1968), Autriche, élu en 1912 3. Herculano Amorim Ferreira (1924-1975), Portugal, élu en 1969 4. Rubem Andresen Leitão (1924-1975), Portugal, élu en 1975 5. Vitorino Magalhaes Godinho (1918-2011), Portugal, élu en 1976 6. Antonio Maura (1953), Espagne, élu en 2011 |

| Protecteur : Silva Alvarenga (1749-1814), Brésil 1. Paul Groussac (1848-1929), France, élu en 1898 2. Francisco Rodríguez Marín (1855-1943), Espagne, élu en 1929 3. Dardo Regules (1887-1961), Uruguay, élu en 1943 4. Aurelio Miró-Quesada (1907-1998), Pérou, élu en 1962 5. José Vitorino de Pina Martins (1920-2010), Portugal, élu en 2000 6. Gregory Rabassa (1922-2016), États-Unis, élu en 2010 7. João Malaca Casteleiro (1936-2020), Portugal, élu en 2016 8. Telmo dos Santos Verdelho (1943), Portugal, élu en 2021 |

| Protecteur : Sotero dos Reis (1800-1871), Brésil 1. Rafael Obligado (1881-1920), Argentine, élu en 1898 2. Gabriele D'Annunzio (1863-1938), Suède, élu en 1900 3. Ramón J. Cárcano (1860-1946), Argentine, élu en 1938 4. Gregório Aráoz Alfaro (1870-1955), Argentine, élu en 1947 5. Gregorio Marañón (1887-1960), Espagne, élu en 1956 6. Dámaso Alonso (1898-1990), Espagne, élu en 1960 7. Octavio Paz (1914-1998), Mexique, élu en 1990 8. Alain Touraine (1925-2023), France, élu en 1998 9. Giovanni Ricciardi (1937-2023), Italie, élu en 2023 10. Miriam Tivon (1946), Israël, élue en 2023 |

| Protecteur : Visconde de Cairu (1756-1835), Brésil 1. Theodor Mommsen (1817-1903), Allemagne, élu en 1898 2. Goran Bjorkman (1860-1923), Suède, élu en 1910 3. Alexandre Conty (1864-1947), France, élu en 1924 4. André Maurois (1885-1968), France, élu en 1948 5. Jean Roche (1917-2006), France, élu en 1969 6. Eduardo Lourenço de Faria (1923-2020), Portugal, élu en 2006 7. Guilherme d'Oliveira Martins (1952), Portugal, élu en 2021 |